# Stazione di Motta San Damiano
Stazione di Motta San Damiano vasútállomás Olaszországban, Lombardia régióban, Valle Salimbene településen.

## Vasútvonalak
Az állomást az alábbi vasútvonalak érintik:
- Pavia–Mantua-vasútvonal

## Kapcsolódó állomások
A vasútállomáshoz az alábbi állomások vannak a legközelebb:
- Stazione di Albuzzano
- Stazione di Pavia Porta Garibaldi